# Кошня
Кошня — упразднённая деревня в Таборинском районе Свердловской области России. Исключена из учётных данных в 2004 году.

## География
Располагалась в 320 км к северо-востоку от Екатеринбурга и в 216 км к северу от Тюмени. Близлежащие населённые пункты: Чернавская, Якшино, Унже-Павинская. Климат континентальный с холодной зимой и тёплым летом.

## Население
По данным переписи 2002 года в деревне отсутствовало постоянное население.